# Copa Argentina 2017-2018
La Copa Argentina 2017-2018 è stata la 9ª edizione del torneo a eliminazione diretta nazionale di calcio argentino organizzato dalla AFA. Il torneo ha preso avvio il 19 gennaio 2018 e si è concluso il 9 dicembre dello stesso anno. Il trofeo è stato vinto per la prima volta dal Rosario Central che oltre al titolo, si è aggiudicato il diritto di partecipare alla Supercopa Argentina 2018 (dove affronterà la vincitrice della Primera División 2017-2018) e a disputare la Coppa Libertadores 2019.

## Formato
Il torneo vede la partecipazione di 100 squadre appartenenti a tutte le categorie del futbol argentino, strutturandosi principalmente in una prima fase a livello regionale (Fase Preliminar Regional) che ha visto come protagoniste le 32 squadre del Federal A e le 16 squadre del Federal B, ed in una successiva fase a livello nazionale organizzata con un tabellone "tennistico" composto da 64 squadre:
- le 28 squadre della Primera División 2016-2017;
- le migliori 12 squadre della Primera B Nacional;
- le migliori 5 squadre della Primera B Metropolitana;
- le migliori 4 squadre della Primera C Metropolitana;
- le migliori 3 squadre della Primera D Metropolitana;
- le migliori 32 squadre squadre del Torneo Federal A;
- le migliori 16 squadre squadre del Torneo Federal B;

## Squadre

### Primo Livello

#### Primera División
- Argentinos Juniors
- Arsenal Sarandí
- Atl. Tucumán
- Banfield
- Belgrano
- Boca Juniors
- Chacarita Juniors

- Colón (SF)
- Defensa y Justicia
- Estudiantes (LP)
- Gimnasia (LP)
- Godoy Cruz
- Huracán
- Independiente

- Lanús
- Newell's Old Boys
- Olimpo
- Patronato
- Racing Club
- River Plate
- Rosario Central

- San Lorenzo
- San Martín (SJ)
- Talleres (C)
- Temperley
- Tigre
- Unión (SF)
- Vélez Sarsfield

### Secondo Livello

#### Primera B Nacional
- Agropecuario
- Aldosivi
- Almagro

- Atlético Rafaela
- Brown (A)
- Deportivo Morón

- Gimnasia (J)
- Guillermo Brown
- Juventud Unida

- Mitre (SdE)
- San Martín (T)
- Villa Dálmine

### Terzo Livello

#### Primera B Metropolitana
- Def. de Belgrano
- Estudiantes (BA)

- Platense
- Tristán Suárez

- UAI Urquiza

#### Torneo Federal A
- Altos Hornos Zapla
- Alvarado
- Central Córdoba (SdE)
- Chaco For Ever
- Cipolletti
- Crucero (M)
- Defensores (P)
- Defensores (VR)

- Dep. Maipú
- Deportivo Roca
- Desamparados
- Douglas Haig
- Estudiantes (RC)
- Ferro (GP)
- Gimnasia (CdU)
- Gimnasia (M)

- Gimnasia (S)
- Huracán (LH)
- Ind. Neuquén
- Juv. Antoniana
- Juv. Unida (SL)
- Rivadavia (L)
- San Jorge
- San Lorenzo (C)

- Sansinena
- Sarmiento (R)
- Sp. Belgrano (SF)
- Sp. Las Parejas
- Sp. Patria (F)
- Unión (S)
- Unión (VK)
- Villa Mitre

### Quarto Livello

#### Primera C Metropolitana
- Central Córdoba (R)

- Def. Unidos

- Luján

- Ferrocarril Midland

#### Torneo Federal B
- Atlético Pellegrini
- Central Norte (S)
- Achirense
- Camioneros

- Dep. Rincón
- Ferro Carril Sud
- Huracán (SR)
- Independiente (CH)

- Racing (C)
- Racing de Olavarría
- San Jorge
- San Martín (F)

- Sarmiento de Leones
- Sol de América
- Sol de Mayo (V)
- Sp. Peñarol

### Quinto Livello

#### Primera D Metropolitana
- Central Ballester

- Gen. Lamadrid

- Victoriano Arenas

## Fase preliminare regionale

### Gruppo A: Torneo Federal A
I 32 club provenienti dal Torneo Federal A affrontano a coppie in scontri di andata/ritorno. I 16 club vincitori si sfidano nuovamente a coppie in scontri di andata/ritorno al termine dei quali si otterranno le 8 squadre qualificate per la fase finale.

#### Prima fase
| Squadra 1         | Totale          | Squadra 2             | Andata | Ritorno |
| ----------------- | --------------- | --------------------- | ------ | ------- |
| Cipolletti        | 1 - 1 (4-3 dcr) | Deportivo Roca        | 1 - 0  | 0 - 1   |
| Ind. Neuquén      | 1 - 1 (4-2 dcr) | Ferro (GP)            | 1 - 0  | 0 - 1   |
| Sansinena         | 4 - 0           | Villa Mitre           | 4 - 0  | 0 - 0   |
| Rivadavia (L)     | 1 - 2           | Alvarado              | 1 - 0  | 0 - 2   |
| Juv. Unida (SL)   | 1 - 5           | Gimnasia (M)          | 0 - 2  | 1 - 3   |
| Huracán (LH)      | 0 - 2           | Dep. Maipú            | 0 - 0  | 0 - 2   |
| Unión (VK)        | 4 - 2           | Desamparados          | 2 - 0  | 2 - 2   |
| San Lorenzo (C)   | 1 - 4           | Central Córdoba (SdE) | 0 - 1  | 1 - 3   |
| Sp. Belgrano (SF) | 2 - 1           | Estudiantes (RC)      | 2 - 1  | 0 - 0   |
| Sp. Las Parejas   | 1 - 5           | Unión (S)             | 1 - 4  | 0 - 1   |
| Defensores (P)    | 4 - 2           | Gimnasia (CdU)        | 1 - 2  | 3 - 0   |
| Douglas Haig      | 1 - 1 (gfc)     | Defensores (VR)       | 0 - 0  | 1 - 1   |
| Chaco For Ever    | 1 - 2           | Sarmiento (R)         | 1 - 1  | 0 - 1   |
| Sp. Patria (F)    | 2 - 5           | Crucero (M)           | 2 - 2  | 0 - 3   |
| Juv. Antoniana    | 2 - 0           | Gimnasia (S)          | 0 - 0  | 2 - 0   |
| San Jorge         | 3 - 0           | Altos Hornos Zapla    | 1 - 0  | 2 - 0   |

#### Seconda fase
| Squadra 1      | Totale      | Squadra 2             | Andata | Ritorno |
| -------------- | ----------- | --------------------- | ------ | ------- |
| Ind. Neuquén   | 0 - 6       | Cipolletti            | 0 - 5  | 0 - 1   |
| Sansinena      | 0 - 1       | Alvarado              | 0 - 0  | 0 - 1   |
| Dep. Maipú     | 3 - 3 (gfc) | Gimnasia (M)          | 1 - 0  | 2 - 3   |
| Unión (VK)     | 2 - 3       | Central Córdoba (SdE) | 0 - 2  | 2 - 1   |
| Unión (S)      | 1 - 2       | Sp. Belgrano (SF)     | 1 - 0  | 0 - 2   |
| Defensores (P) | 2 - 3       | Douglas Haig          | 1 - 2  | 1 - 2   |
| Crucero (M)    | 2 - 3       | Sarmiento (R)         | 2 - 2  | 0 - 1   |
| San Jorge      | 3 - 5       | Juv. Antoniana        | 2 - 3  | 1 - 2   |

### Gruppo B: Torneo Federal B
I 16 club provenienti dal Torneo Federal A affrontano a coppie in scontri di andata/ritorno. Gli 8 club vincitori si sfidano nuovamente a coppie in scontri di andata/ritorno al termine dei quali si otterranno le 4 squadre qualificate per la fase finale.

#### Prima fase
| Squadra 1           | Totale          | Squadra 2         | Andata | Ritorno |
| ------------------- | --------------- | ----------------- | ------ | ------- |
| Dep. Rincón         | 5 - 3           | Sol de Mayo (V)   | 5 - 1  | 0 - 2   |
| Racing de Olavarría | 0 - 4           | Ferro Carril Sud  | 0 - 1  | 0 - 3   |
| Independiente (CH)  | 2 - 0           | Camioneros        | 2 - 0  | 0 - 0   |
| Achirense           | 2 - 3           | San Jorge         | 2 - 3  | 0 - 0   |
| Sarmiento de Leones | 4 - 4 (gfc)     | Racing (C)        | 2 - 4  | 2 - 0   |
| Sp. Peñarol         | 6 - 3           | Huracán (SR)      | 4 - 1  | 2 - 2   |
| Sol de América      | 2 - 2 (5-4 dcr) | San Martín (F)    | 1 - 1  | 1 - 1   |
| Atlético Pellegrini | 0 - 4           | Central Norte (S) | 0 - 2  | 0 - 2   |

#### Seconda fase
| Squadra 1          | Totale          | Squadra 2         | Andata | Ritorno |
| ------------------ | --------------- | ----------------- | ------ | ------- |
| Dep. Rincón        | 5 - 1           | Ferro Carril Sud  | 4 - 0  | 1 - 1   |
| Independiente (CH) | 3 - 1           | San Jorge         | 2 - 1  | 1 - 0   |
| Sp. Peñarol        | 2 - 4           | Racing (C)        | 2 - 1  | 0 - 3   |
| Sol de América     | 4 - 4 (3-4 dcr) | Central Norte (S) | 2 - 2  | 2 - 2   |

## Fase finale ad eliminazione diretta

### Sorteggi
Le 64 squadre qualificate per la fase finale sono state divise in quattro urne in base ai risultati ottenuti ed alla divisione. I sorteggi sono stati effettuati mettendo a confronto Urna A vs Urna C ed Urna B vs Urna D. Alcuni accoppiamenti sono stati evitati per ragioni di sicurezza.
| Group A | Group B | Group C | Group D |
| --- | --- | --- | --- |
| - Argentinos Juniors - Arsenal Sarandí - Banfield - Boca Juniors - Chacarita Juniors - Estudiantes (LP) - Gimnasia (LP) - Huracán - Independiente - Lanús - Newell's Old Boys - Racing Club - River Plate - Rosario Central - San Lorenzo - Vélez Sarsfield | - Agropecuario - Almagro - Atlético Rafaela - Atl. Tucumán - Belgrano - Colón (SF) - Defensa y Justicia - Godoy Cruz - Olimpo - Patronato - San Martín (SJ) - Talleres (C) - Temperley - Tigre - Unión (SF) - Villa Dálmine | - Alvarado - Central Ballester - Central Córdoba (R) - Central Córdoba (SdE) - Central Norte (S) - Cipolletti - Dep. Maipú - Dep. Rincón - Douglas Haig - Gen. Lamadrid - Independiente (CH) - Juv. Antoniana - Racing (C) - Sarmiento (R) - Sp. Belgrano (SF) - Victoriano Arenas | - Aldosivi - Brown (A) - Def. de Belgrano - Def. Unidos - Deportivo Morón - Estudiantes (BA) - Gimnasia (J) - Guillermo Brown - Juventud Unida - Luján - Ferrocarril Midland - Mitre (SdE) - Platense - San Martín (T) - Tristán Suárez - UAI Urquiza |

### Tabellone
Le squadre si sono sfidate in incontri a partita unica, al termine dei quali i vincitori si sono qualificati al turno successivo
|  | Trentaduesimi di finale | Trentaduesimi di finale | Trentaduesimi di finale |  |  | Sedicesimi di finale  | Sedicesimi di finale  | Sedicesimi di finale |                  |       | Ottavi di finale      | Ottavi di finale      | Ottavi di finale |                 |       | Quarti di finale | Quarti di finale | Quarti di finale |                 |       | Semifinali | Semifinali | Semifinali    |               |       | Finale | Finale | Finale |  |
|  |                         |                         |                         |  |  |                       |                       |                      |                  |       |                       |                       |                  |                 |       |                  |                  |                  |                 |       |            |            |               |               |       |        |        |        |  |
|  | Estudiantes (LP)        | Estudiantes (LP)        | 4                       |  |  |                       |                       |                      |                  |       |                       |                       |                  |                 |       |                  |                  |                  |                 |       |            |            |               |               |       |        |        |        |  |
|  | Central Córdoba (R)     | Central Córdoba (R)     | 0                       |  |  | Estudiantes (LP)      | Estudiantes (LP)      | 0 (4)                |                  |       |                       |                       |                  |                 |       |                  |                  |                  |                 |       |            |            |               |               |       |        |        |        |  |
|  | Agropecuario            | Agropecuario            | 0                       |  |  | Luján                 | Luján                 | 0 (1)                |                  |       |                       |                       |                  |                 |       |                  |                  |                  |                 |       |            |            |               |               |       |        |        |        |  |
|  | Luján                   | Luján                   | 1                       |  |  |                       |                       |                      |                  |       | Estudiantes (LP)      | Estudiantes (LP)      | 1                |                 |       |                  |                  |                  |                 |       |            |            |               |               |       |        |        |        |  |
|  | San Lorenzo             | San Lorenzo             | 1                       |  |  |                       |                       | San Lorenzo          | San Lorenzo      | 3     |                       |                       |                  |                 |       |                  |                  |                  |                 |       |            |            |               |               |       |        |        |        |  |
|  | Racing (C)              | Racing (C)              | 0                       |  |  | San Lorenzo           | San Lorenzo           | 2 (3)                |                  |       |                       |                       |                  |                 |       |                  |                  |                  |                 |       |            |            |               |               |       |        |        |        |  |
|  | Colón (SF)              | Colón (SF)              | 1 (4)                   |  |  | Colón (SF)            | Colón (SF)            | 2 (1)                |                  |       |                       |                       |                  |                 |       |                  |                  |                  |                 |       |            |            |               |               |       |        |        |        |  |
|  | Deportivo Morón         | Deportivo Morón         | 1 (3)                   |  |  |                       |                       |                      |                  |       | San Lorenzo           | San Lorenzo           | 1 (1)            |                 |       |                  |                  |                  |                 |       |            |            |               |               |       |        |        |        |  |
|  | Argentinos Juniors      | Argentinos Juniors      | 2                       |  |  |                       |                       |                      |                  |       |                       |                       | Temperley        | Temperley       | 1 (4) |                  |                  |                  |                 |       |            |            |               |               |       |        |        |        |  |
|  | Independiente (CH)      | Independiente (CH)      | 1                       |  |  | Argentinos Juniors    | Argentinos Juniors    | 0 (4)                |                  |       |                       |                       |                  |                 |       |                  |                  |                  |                 |       |            |            |               |               |       |        |        |        |  |
|  | Defensa y Justicia      | Defensa y Justicia      | 1                       |  |  | Defensa y Justicia    | Defensa y Justicia    | 0 (3)                |                  |       |                       |                       |                  |                 |       |                  |                  |                  |                 |       |            |            |               |               |       |        |        |        |  |
|  | Mitre (SdE)             | Mitre (SdE)             | 0                       |  |  |                       |                       |                      |                  |       | Argentinos Juniors    | Argentinos Juniors    | 0                |                 |       |                  |                  |                  |                 |       |            |            |               |               |       |        |        |        |  |
|  | Chacarita Juniors       | Chacarita Juniors       | 0                       |  |  |                       |                       | Temperley            | Temperley        | 2     |                       |                       |                  |                 |       |                  |                  |                  |                 |       |            |            |               |               |       |        |        |        |  |
|  | Dep. Maipú              | Dep. Maipú              | 3                       |  |  | Dep. Maipú            | Dep. Maipú            | 0                    |                  |       |                       |                       |                  |                 |       |                  |                  |                  |                 |       |            |            |               |               |       |        |        |        |  |
|  | Temperley               | Temperley               | 1                       |  |  | Temperley             | Temperley             | 4                    |                  |       |                       |                       |                  |                 |       |                  |                  |                  |                 |       |            |            |               |               |       |        |        |        |  |
|  | Estudiantes (BA)        | Estudiantes (BA)        | 0                       |  |  |                       |                       |                      |                  |       | Temperley             | Temperley             | 1 (2)            |                 |       |                  |                  |                  |                 |       |            |            |               |               |       |        |        |        |  |
|  | Newell's Old Boys       | Newell's Old Boys       | 2                       |  |  |                       |                       |                      |                  |       |                       |                       |                  |                 |       |                  |                  | Rosario Central  | Rosario Central | 1 (4) |            |            |               |               |       |        |        |        |  |
|  | Dep. Rincón             | Dep. Rincón             | 0                       |  |  | Newell's Old Boys     | Newell's Old Boys     | 3                    |                  |       |                       |                       |                  |                 |       |                  |                  |                  |                 |       |            |            |               |               |       |        |        |        |  |
|  | Godoy Cruz              | Godoy Cruz              | 1 (2)                   |  |  | Def. Unidos           | Def. Unidos           | 0                    |                  |       |                       |                       |                  |                 |       |                  |                  |                  |                 |       |            |            |               |               |       |        |        |        |  |
|  | Def. Unidos             | Def. Unidos             | 1 (4)                   |  |  |                       |                       |                      |                  |       | Newell's Old Boys     | Newell's Old Boys     | 0 (5)            |                 |       |                  |                  |                  |                 |       |            |            |               |               |       |        |        |        |  |
|  | Huracán                 | Huracán                 | 1                       |  |  |                       |                       | Atl. Tucumán         | Atl. Tucumán     | 0 (3) |                       |                       |                  |                 |       |                  |                  |                  |                 |       |            |            |               |               |       |        |        |        |  |
|  | Victoriano Arenas       | Victoriano Arenas       | 0                       |  |  | Huracán               | Huracán               | 0                    |                  |       |                       |                       |                  |                 |       |                  |                  |                  |                 |       |            |            |               |               |       |        |        |        |  |
|  | Atl. Tucumán            | Atl. Tucumán            | 1                       |  |  | Atl. Tucumán          | Atl. Tucumán          | 2                    |                  |       |                       |                       |                  |                 |       |                  |                  |                  |                 |       |            |            |               |               |       |        |        |        |  |
|  | Tristán Suárez          | Tristán Suárez          | 0                       |  |  |                       |                       |                      |                  |       | Newell's Old Boys     | Newell's Old Boys     | 1                |                 |       |                  |                  |                  |                 |       |            |            |               |               |       |        |        |        |  |
|  | Rosario Central         | Rosario Central         | 6                       |  |  |                       |                       |                      |                  |       |                       |                       | Rosario Central  | Rosario Central | 2     |                  |                  |                  |                 |       |            |            |               |               |       |        |        |        |  |
|  | Juv. Antoniana          | Juv. Antoniana          | 0                       |  |  | Rosario Central       | Rosario Central       | 0 (5)                |                  |       |                       |                       |                  |                 |       |                  |                  |                  |                 |       |            |            |               |               |       |        |        |        |  |
|  | Talleres (C)            | Talleres (C)            | 2                       |  |  | Talleres (C)          | Talleres (C)          | 0 (3)                |                  |       |                       |                       |                  |                 |       |                  |                  |                  |                 |       |            |            |               |               |       |        |        |        |  |
|  | Ferrocarril Midland     | Ferrocarril Midland     | 1                       |  |  |                       |                       |                      |                  |       | Rosario Central       | Rosario Central       | 1 (5)            |                 |       |                  |                  |                  |                 |       |            |            |               |               |       |        |        |        |  |
|  | Arsenal Sarandí         | Arsenal Sarandí         | 0 (2)                   |  |  |                       |                       | Almagro              | Almagro          | 1 (4) |                       |                       |                  |                 |       |                  |                  |                  |                 |       |            |            |               |               |       |        |        |        |  |
|  | Cipolletti              | Cipolletti              | 0 (3)                   |  |  | Cipolletti            | Cipolletti            | 0                    |                  |       |                       |                       |                  |                 |       |                  |                  |                  |                 |       |            |            |               |               |       |        |        |        |  |
|  | Almagro                 | Almagro                 | 1                       |  |  | Almagro               | Almagro               | 2                    |                  |       |                       |                       |                  |                 |       |                  |                  |                  |                 |       |            |            |               |               |       |        |        |        |  |
|  | Gimnasia (J)            | Gimnasia (J)            | 0                       |  |  |                       |                       |                      |                  |       | Rosario Central       | Rosario Central       | 1 (4)            |                 |       |                  |                  |                  |                 |       |            |            |               |               |       |        |        |        |  |
|  | River Plate             | River Plate             | 7                       |  |  |                       |                       |                      |                  |       |                       |                       |                  |                 |       |                  |                  |                  |                 |       |            |            | Gimnasia (LP) | Gimnasia (LP) | 1 (1) |        |        |        |  |
|  | Central Norte (S)       | Central Norte (S)       | 0                       |  |  | River Plate           | River Plate           | 3                    |                  |       |                       |                       |                  |                 |       |                  |                  |                  |                 |       |            |            |               |               |       |        |        |        |  |
|  | Villa Dálmine           | Villa Dálmine           | 0 (4)                   |  |  | Villa Dálmine         | Villa Dálmine         | 1                    |                  |       |                       |                       |                  |                 |       |                  |                  |                  |                 |       |            |            |               |               |       |        |        |        |  |
|  | UAI Urquiza             | UAI Urquiza             | 0 (3)                   |  |  |                       |                       |                      |                  |       | River Plate           | River Plate           | 2                |                 |       |                  |                  |                  |                 |       |            |            |               |               |       |        |        |        |  |
|  | Banfield                | Banfield                | 1 (2)                   |  |  |                       |                       | Platense             | Platense         | 0     |                       |                       |                  |                 |       |                  |                  |                  |                 |       |            |            |               |               |       |        |        |        |  |
|  | Gen. Lamadrid           | Gen. Lamadrid           | 1 (3)                   |  |  | Gen. Lamadrid         | Gen. Lamadrid         | 0                    |                  |       |                       |                       |                  |                 |       |                  |                  |                  |                 |       |            |            |               |               |       |        |        |        |  |
|  | Belgrano                | Belgrano                | 0                       |  |  | Platense              | Platense              | 1                    |                  |       |                       |                       |                  |                 |       |                  |                  |                  |                 |       |            |            |               |               |       |        |        |        |  |
|  | Platense                | Platense                | 1                       |  |  |                       |                       |                      |                  |       | River Plate           | River Plate           | 3                |                 |       |                  |                  |                  |                 |       |            |            |               |               |       |        |        |        |  |
|  | Racing Club             | Racing Club             | 0                       |  |  |                       |                       |                      |                  |       |                       |                       | Sarmiento (R)    | Sarmiento (R)   | 1     |                  |                  |                  |                 |       |            |            |               |               |       |        |        |        |  |
|  | Sarmiento (R)           | Sarmiento (R)           | 1                       |  |  | Sarmiento (R)         | Sarmiento (R)         | 2                    |                  |       |                       |                       |                  |                 |       |                  |                  |                  |                 |       |            |            |               |               |       |        |        |        |  |
|  | Unión (SF)              | Unión (SF)              | 2                       |  |  | Unión (SF)            | Unión (SF)            | 1                    |                  |       |                       |                       |                  |                 |       |                  |                  |                  |                 |       |            |            |               |               |       |        |        |        |  |
|  | Juventud Unida          | Juventud Unida          | 0                       |  |  |                       |                       |                      |                  |       | Sarmiento (R)         | Sarmiento (R)         | 2                |                 |       |                  |                  |                  |                 |       |            |            |               |               |       |        |        |        |  |
|  | Lanús                   | Lanús                   | 1 (4)                   |  |  |                       |                       | Atlético Rafaela     | Atlético Rafaela | 0     |                       |                       |                  |                 |       |                  |                  |                  |                 |       |            |            |               |               |       |        |        |        |  |
|  | Douglas Haig            | Douglas Haig            | 1 (2)                   |  |  | Lanús                 | Lanús                 | 1                    |                  |       |                       |                       |                  |                 |       |                  |                  |                  |                 |       |            |            |               |               |       |        |        |        |  |
|  | Atlético Rafaela        | Atlético Rafaela        | 4                       |  |  | Atlético Rafaela      | Atlético Rafaela      | 2                    |                  |       |                       |                       |                  |                 |       |                  |                  |                  |                 |       |            |            |               |               |       |        |        |        |  |
|  | Def. de Belgrano        | Def. de Belgrano        | 1                       |  |  |                       |                       |                      |                  |       | River Plate           | River Plate           | 2 (4)            |                 |       |                  |                  |                  |                 |       |            |            |               |               |       |        |        |        |  |
|  | Vélez Sarsfield         | Vélez Sarsfield         | 1 (3)                   |  |  |                       |                       |                      |                  |       |                       |                       |                  |                 |       |                  |                  | Gimnasia (LP)    | Gimnasia (LP)   | 2 (5) |            |            |               |               |       |        |        |        |  |
|  | Central Córdoba (SdE)   | Central Córdoba (SdE)   | 1 (4)                   |  |  | Central Córdoba (SdE) | Central Córdoba (SdE) | 2                    |                  |       |                       |                       |                  |                 |       |                  |                  |                  |                 |       |            |            |               |               |       |        |        |        |  |
|  | Tigre                   | Tigre                   | 1                       |  |  | Tigre                 | Tigre                 | 0                    |                  |       |                       |                       |                  |                 |       |                  |                  |                  |                 |       |            |            |               |               |       |        |        |        |  |
|  | Guillermo Brown         | Guillermo Brown         | 0                       |  |  |                       |                       |                      |                  |       | Central Córdoba (SdE) | Central Córdoba (SdE) | 1                |                 |       |                  |                  |                  |                 |       |            |            |               |               |       |        |        |        |  |
|  | Independiente           | Independiente           | 8                       |  |  |                       |                       | Brown (A)            | Brown (A)        | 0     |                       |                       |                  |                 |       |                  |                  |                  |                 |       |            |            |               |               |       |        |        |        |  |
|  | Central Ballester       | Central Ballester       | 0                       |  |  | Independiente         | Independiente         | 1 (3)                |                  |       |                       |                       |                  |                 |       |                  |                  |                  |                 |       |            |            |               |               |       |        |        |        |  |
|  | San Martín (SJ)         | San Martín (SJ)         | 0 (4)                   |  |  | Brown (A)             | Brown (A)             | 1 (4)                |                  |       |                       |                       |                  |                 |       |                  |                  |                  |                 |       |            |            |               |               |       |        |        |        |  |
|  | Brown (A)               | Brown (A)               | 0 (5)                   |  |  |                       |                       |                      |                  |       | Central Córdoba (SdE) | Central Córdoba (SdE) | 1 (3)            |                 |       |                  |                  |                  |                 |       |            |            |               |               |       |        |        |        |  |
|  | Boca Juniors            | Boca Juniors            | 6                       |  |  |                       |                       |                      |                  |       |                       |                       | Gimnasia (LP)    | Gimnasia (LP)   | 1 (4) |                  |                  |                  |                 |       |            |            |               |               |       |        |        |        |  |
|  | Alvarado                | Alvarado                | 0                       |  |  | Boca Juniors          | Boca Juniors          | 2                    |                  |       |                       |                       |                  |                 |       |                  |                  |                  |                 |       |            |            |               |               |       |        |        |        |  |
|  | Patronato               | Patronato               | 1                       |  |  | San Martín (T)        | San Martín (T)        | 0                    |                  |       |                       |                       |                  |                 |       |                  |                  |                  |                 |       |            |            |               |               |       |        |        |        |  |
|  | San Martín (T)          | San Martín (T)          | 2                       |  |  |                       |                       |                      |                  |       | Boca Juniors          | Boca Juniors          | 0                |                 |       |                  |                  |                  |                 |       |            |            |               |               |       |        |        |        |  |
|  | Gimnasia (LP)           | Gimnasia (LP)           | 1                       |  |  |                       |                       | Gimnasia (LP)        | Gimnasia (LP)    | 1     |                       |                       |                  |                 |       |                  |                  |                  |                 |       |            |            |               |               |       |        |        |        |  |
|  | Sp. Belgrano (SF)       | Sp. Belgrano (SF)       | 0                       |  |  | Gimnasia (LP)         | Gimnasia (LP)         | 1                    |                  |       |                       |                       |                  |                 |       |                  |                  |                  |                 |       |            |            |               |               |       |        |        |        |  |
|  | Olimpo                  | Olimpo                  | 1 (4)                   |  |  | Olimpo                | Olimpo                | 0                    |                  |       |                       |                       |                  |                 |       |                  |                  |                  |                 |       |            |            |               |               |       |        |        |        |  |
|  | Aldosivi                | Aldosivi                | 1 (3)                   |  |  |                       |                       |                      |                  |       |                       |                       |                  |                 |       |                  |                  |                  |                 |       |            |            |               |               |       |        |        |        |  |

### Sessantaquattresimi di finale
| Squadra 1          | Risultato       | Squadra 2             |
| ------------------ | --------------- | --------------------- |
| Estudiantes (LP)   | 4 - 0           | Central Córdoba (R)   |
| Agropecuario       | 0 - 1           | Luján                 |
| San Lorenzo        | 1 - 0           | Racing (C)            |
| Colón (SF)         | 1 - 1 (4-3 dcr) | Deportivo Morón       |
| Argentinos Juniors | 2 - 1           | Independiente (CH)    |
| Defensa y Justicia | 1 - 0           | Mitre (SdE)           |
| Chacarita Juniors  | 0 - 3           | Dep. Maipú            |
| Temperley          | 1 - 0           | Estudiantes (BA)      |
| Newell's Old Boys  | 2 - 0           | Dep. Rincón           |
| Godoy Cruz         | 1 - 1(2-4 dcr)  | Def. Unidos           |
| Huracán            | 1 - 0           | Victoriano Arenas     |
| Atl. Tucumán       | 1 - 0           | Tristán Suárez        |
| Rosario Central    | 6 - 0           | Juv. Antoniana        |
| Talleres (C)       | 2 - 1           | Ferrocarril Midland   |
| Arsenal Sarandí    | 0 - 0 (2-3 dcr) | Cipolletti            |
| Almagro            | 1 - 0           | Gimnasia (J)          |
| River Plate        | 7 - 0           | Central Norte (S)     |
| Villa Dálmine      | 0 - 0 (4-3 dcr) | UAI Urquiza           |
| Banfield           | 1 - 1 (2-3 dcr) | Gen. Lamadrid         |
| Belgrano           | 0 - 1           | Platense              |
| Racing Club        | 0 - 1           | Sarmiento (R)         |
| Unión (SF)         | 2 - 0           | Juventud Unida        |
| Lanús              | 1 - 1 (4-2 dcr) | Douglas Haig          |
| Atlético Rafaela   | 4 - 1           | Def. de Belgrano      |
| Vélez Sarsfield    | 1 - 1 (3-4 dcr) | Central Córdoba (SdE) |
| Tigre              | 1 - 0           | Guillermo Brown       |
| Independiente      | 8 - 0           | Central Ballester     |
| San Martín (SJ)    | 0 - 0 (4-5 dcr) | Brown (A)             |
| Boca Juniors       | 6 - 0           | Alvarado              |
| Patronato          | 1 - 2           | San Martín (T)        |
| Gimnasia (LP)      | 1 - 0           | Sp. Belgrano (SF)     |
| Olimpo             | 1 - 1 (4-3 dcr) | Aldosivi              |

### Trentaduesimi di finale
| Squadra 1             | Risultato       | Squadra 2          |
| --------------------- | --------------- | ------------------ |
| Estudiantes (LP)      | 0 - 1 (4-1 dcr) | Luján              |
| San Lorenzo           | 2 - 2 (3-1 dcr) | Colón (SF)         |
| Argentinos Juniors    | 0 - 0 (4-3 dcr) | Defensa y Justicia |
| Dep. Maipú            | 0 - 4           | Temperley          |
| Newell's Old Boys     | 3 - 0           | Def. Unidos        |
| Huracán               | 0 - 2           | Atl. Tucumán       |
| Rosario Central       | 0 - 0 (5-3 dcr) | Talleres (C)       |
| Cipolletti            | 0 - 2           | Almagro            |
| River Plate           | 3 - 1           | Villa Dálmine      |
| Gen. Lamadrid         | 0 - 1           | Platense           |
| Sarmiento (R)         | 2 - 1           | Unión (SF)         |
| Lanús                 | 1 - 2           | Atlético Rafaela   |
| Central Córdoba (SdE) | 2 - 0           | Tigre              |
| Independiente         | 1 - 1 (3-4 dcr) | Brown (A)          |
| Boca Juniors          | 2 - 0           | Gimnasia (LP)      |
| Gimnasia (LP)         | 1 - 0           | Olimpo             |

### Sedicesimi di finale
| Squadra 1             | Risultato       | Squadra 2        |
| --------------------- | --------------- | ---------------- |
| Estudiantes (LP)      | 1 - 3           | San Lorenzo      |
| Argentinos Juniors    | 0 - 2           | Temperley        |
| Newell's Old Boys     | 0 - 0 (5-3 dcr) | Atl. Tucumán     |
| Rosario Central       | 1 - 1 (5-4 dcr) | Almagro          |
| River Plate           | 2 - 0           | Platense         |
| Sarmiento (R)         | 2 - 0           | Atlético Rafaela |
| Central Córdoba (SdE) | 1 - 0           | Brown (A)        |
| Boca Juniors          | 0 - 1           | Gimnasia (LP)    |

### Ottavi di finale
| Squadra 1             | Risultato       | Squadra 2       |
| --------------------- | --------------- | --------------- |
| San Lorenzo           | 1 - 1 (1-4 dcr) | Temperley       |
| Newell's Old Boys     | 1 - 2           | Rosario Central |
| River Plate           | 3 - 1           | Sarmiento (R)   |
| Central Córdoba (SdE) | 1 - 1 (3-4 dcr) | Gimnasia (LP)   |

### Semifinali
| Squadra 1   | Risultato       | Squadra 2       |
| ----------- | --------------- | --------------- |
| Temperley   | 1 - 1 (2-4 dcr) | Rosario Central |
| River Plate | 2 - 2 (4-5 dcr) | Gimnasia (LP)   |

### Finale
| Squadra 1       | Risultato       | Squadra 2     |
| --------------- | --------------- | ------------- |
| Rosario Central | 1 - 1 (4-1 dcr) | Gimnasia (LP) |

## Finale
| Arbitro: | Patricio Loustau |

|                              |                      |                       |
| Zampedri 19’                 | Marcatori            | 52’ Faravelli         |
| Ortigoza Ruben Parot Caruzzo | Tiri di rigore 4 – 1 | Silva Guanini Hurtado |

| Rosario Central | Gimnasia La Plata |

| P               | 1  | Jeremías Ledesma   |     |     |
| D               | 4  | Gonzalo Bettini    | 45’ |     |
| D               | 2  | Matías Caruzzo     | 43’ |     |
| D               | 26 | Óscar Cabezas      |     |     |
| D               | 24 | Alfonso Parot      |     |     |
| C               | 15 | Washington Camacho |     | 83’ |
| C               | 10 | Néstor Ortigoza    |     |     |
| C               | 5  | Leonardo Gil       | 29’ | 53’ |
| C               | 8  | Federico Carrizo   |     |     |
| A               | 9  | Marco Ruben        |     |     |
| A               | 20 | Fernando Zampedri  |     | 70’ |
| A disposizione: |    |                    |     |     |
| P               | 31 | Josué Ayala        |     |     |
| D               | 6  | Marcelo Ortiz      |     |     |
| C               | 14 | Diego Arismendi    |     |     |
| C               | 18 | Andrés Lioi        |     | 83’ |
| C               | 25 | Emmanuel Ojeda     |     | 53’ |
| A               | 17 | Germán Herrera     |     | 70’ |
| A               | 34 | Maximiliano Lovera |     |     |
| Allenatore:     |    |                    |     |     |
| Edgardo Bauza   |    |                    |     |     |

| P               | 31 | Alexis Martín Arias |       |     |
| D               | 16 | Víctor Ayala        |       |     |
| D               | 28 | Manuel Guanini      | 29’   |     |
| D               | 24 | Germán Guiffrey     |       |     |
| D               | 32 | Matías Melluso      |       |     |
| C               | 30 | Maximiliano Comba   |       |     |
| C               | 21 | Fabián Rinaudo      |       |     |
| C               | 8  | Lorenzo Faravelli   | 17’   | 79’ |
| C               | 25 | Lucas Licht         | 67’   | 74’ |
| A               | 11 | Horacio Tijanovich  |       | 46’ |
| A               | 9  | Santiago Silva      |       |     |
| A disposizione: |    |                     |       |     |
| P               | 15 | Sebastián Moyano    |       |     |
| D               | 4  | Facundo Oreja       |       |     |
| C               | 13 | Facundo Gutiérrez   |       | 79’ |
| C               | 19 | Juan Cataldi        |       |     |
| C               | 33 | Matías Gómez        | 90+3’ | 74’ |
| C               | 34 | Patricio Monti      |       |     |
| A               | 17 | Jan Carlos Hurtado  |       | 46’ |
| Allenatore:     |    |                     |       |     |
| Pedro Troglio   |    |                     |       |     |